# Sofía Gatica
Sofía Gatica (* 1967) ist eine argentinische Umweltaktivistin. Im Jahr 2012 wurde sie für ihr Engagement gegen den Einsatz toxischer Pestizide in der argentinischen Landwirtschaft mit dem Goldman Environmental Prize ausgezeichnet. Gatica wandte sich hauptsächlich gegen Sprühungen, denen die Wirkstoffe Glyphosat und Endosulfan beigesetzt waren.

## Engagement gegen Agrochemikalien
Auslöser für Gaticas Engagement war der Tod ihrer Tochter, die Ende der 1990er Jahre drei Tage nach der Geburt an einem Nierenversagen starb. Sie forschte nach den Ursachen der Erkrankung und stieß im Gespräch mit Nachbarn auf besorgniserregende und nicht erklärbare gesundheitliche Problemlagen. Gatica führte diese auf Sprühaktionen mit dem Herbizid Roundup und dem Insektizid Endosulfan in unmittelbarer Nähe von Wohngebieten zurück. Der Wohnort Gaticas ist von Plantagen mit gentechnisch verändertem Soja umgeben, die regelmäßig mit entsprechenden Pflanzenschutzmitteln besprüht wurden.
Gatica begründete in der Folge die Gruppe Madres de Ituzaingó, die sich zum Ziel setzte, den rücksichtslosen Einsatz von Agrochemikalien zu stoppen. Sie führten eine Tür-zu-Türbefragung, die erste epidemiologische Befragung in der Region zu Auswirkungen der Pestizidsprühungen auf die menschliche Gesundheit, durch. Hierbei ergab sich, dass Krebserkrankungen um den Faktor 41 über dem nationalen Durchschnittswert lagen, ebenso waren die Häufigkeit neurologischer Erkrankungen, Atemwegserkrankungen, Geburtsdefekte und Kindersterblichkeit auffällig.
Aufgrund dieser Erkenntnisse setzten sich die Madres de Ituzaingó mit argentinischen Umweltorganisationen in Verbindung und initiierten eine Stop-Spraying-Kampagne. Pressekonferenzen und Demonstrationen zum Thema wurden organisiert, Broschüren, die zur Aufklärung der Bevölkerung bezüglich der Gefahren durch Pestizide dienten, wurden herausgegeben. Gatica nahm Kontakte zu wissenschaftlichen Institutionen auf und fragte Studien nach, die ihre Beobachtungen stützten.
Die Aktivitäten der Gruppe um Gatica wurden dadurch erschwert, dass keine direkte Möglichkeit bestand, Rechenschaft von Monsanto, DuPont und anderen global agierenden agrochemischen Konzernen einzufordern. Auch wurde seitens Polizeibeamter und lokaler Geschäftsleute Druck auf die Gruppe ausgeübt. Gatica wurde 2007 unter Waffeneinsatz von einer in ihr Haus eingedrungenen Person bedroht und aufgefordert, ihr Engagement fallenzulassen.

## Ergebnisse
Im Jahr 2008 beauftragte die damalige argentinische Präsidentin Cristina Kirchner das Gesundheitsministerium, eine Untersuchung zu Auswirkungen des Pestizideinsatzes in Itzuingó durchzuführen. Das Department of Medicine der Universität Buenos Aires wurde mit einer entsprechenden Studie betraut. Die Ergebnisse dieser bestätigten die Thesen der Mothers of Ituzaingó bezüglich des Zusammenhangs Herbizidsprühungen und Gesundheitszustand der Bevölkerung. Gatica gelang es in der Folge, eine kommunale Verordnung zu erwirken, die Sprühungen in einer Entfernung von weniger als 2500 Meter von Behausungen verbot. Im Jahr 2010 legte der Supreme Court eine Umkehrung der Beweislast fest, nach der nicht mehr die Bewohner die Schädlichkeit von Sprühungen nachweisen müssen, sondern der Sicherheitsnachweis der Regierung und Sojabohnenanbauern obliegt.

## Weitere Aktivitäten
Im September 2012 fand ein Treffen zwischen der rheinland-pfälzischen Landwirtschaftsministerin Ulrike Höfken und Gatica statt. Gemeinsam wurde befürwortet, das Pestizid Glyphosat weltweit neu zu überprüfen sowie eine wissenschaftliche Neubewertung des Stoffes durch unabhängige Forscher einzufordern.
Im Jahr 2013 engagierte sich Gatica in der zentralargentinischen Provinz Córdoba gegen den Bau einer großen Maissamen-Aufbereitungsanlage des Konzerns Monsanto. So organisierte sie im September 2013 eine Blockade der Zufahrtsstraße zu der geplanten Saatgutfabrik, worauf die Bauarbeiten gestoppt wurden. Gatica berichtete in der Folge von tätlichen Angriffen gegen ihre Person, von denen sich Monsanto in einer offiziellen Stellungnahme distanzierte. Am 10. Februar 2014 wurde durch diese über fünf Monate andauernde Aktion erreicht, dass die von Monsanto vorgelegte Umweltverträglichkeitsstudie für die neue Fabrik durch den Fachausschuss des Umweltministeriums nicht genehmigt wurde. Gegenüber der Zeitung iProfessional gab ein Mitarbeiter Monsantos im August 2016 den Rückzug des Unternehmens von diesem Projekt an. Als Gründe führte er wirtschaftliche Entwicklungen sowie die Auswirkungen des jahrelangen Protests der Bewohner an.